# エムレ・ジャン
エムレ・ジャン（Emre Can, 1994年1月12日 - ）は、ドイツ・ヘッセン州フランクフルト・アム・マイン出身のサッカー選手。ブンデスリーガ・ボルシア・ドルトムント所属。ドイツ代表。ポジションはミッドフィールダー、ディフェンダー。
エムレ・カンやエムレ・チャンと表記されることもあるが、トルコ語では「エムレ・ジャン」（トルコ語発音: [ˈɛmrɛ ˈd͡ʒɑn]）の呼び方が近く、姓の「ジャン」とはトルコ語で「生命」の意である。

## 経歴
6歳の時にSVブラウ＝ゲルブ・フランクフルトでサッカーを始めると、2006年にアイントラハト・フランクフルトのユースチームへ移籍し、2009年にバイエルン・ミュンヘンのユースチームに移籍した。
2012年、バイエルンのトップチームに昇格したが、ティアゴ・アルカンタラやマリオ・ゲッツェの加入で中盤の競争が激しくなり出場機会を求めて、2013年8月2日、バイエル・レバークーゼンに移籍決定。契約は4年間だが、バイエルンの買い戻しオプションが付いた。

### リヴァプール

#### 2014-15シーズン
2014年6月5日、イングランドのリヴァプールFCへの移籍が発表された。2014-15シーズンに向けて、「バイエルンと同じレベルになれる」と意気込んでいたが、序盤戦は怪我などで出場機会になかなか恵まれなかったが、年明けから3バックの一角としてレギュラーに定着した。だがチームはまたしても無冠でシーズンを終えた。

#### 2015-16シーズン
シーズン開幕当初はスタメンとベンチスタートを行き来するが、出場する際は昨シーズンと同様に、3バックの一角としてのプレーが多かったが、第8節終了後にブレンダン・ロジャース監督が解任され、ユルゲン・クロップが新監督に就任すると状況が大きく変わる。緊急時や攻撃的に振る舞う際のオプションでDFとして出場することはあるが、ほぼ一貫して守備的MFとして起用されるようになった。

#### 2016-17シーズン
4月のワトフォードFC戦において、同シーズンのプレミアリーグベストゴールかと評されるオーバーヘッドでのゴールを決め、勝利に貢献した。チャンピオンズリーグへの出場権をかけたプレーオフ、TSG1899ホッフェンハイムとの2ndレグでは2ゴールを決め、本大会出場に貢献した。2018年2月24日のウエストハム戦では、先制点を決め勝利に貢献した。

#### 2017-18シーズン
怪我の影響で長く戦列を離れたが、UEFAチャンピオンズリーグ決勝のレアル・マドリード戦ではジェイムズ・ミルナーの負傷により後半途中から出場、リヴァプールでの最後の試合出場となり、2018年6月8日、リヴァプールはジャンとジョン・フラナガンの2017-18シーズン限りでの退団を発表した。

### ユヴェントス
2018年6月21日、イタリアのユヴェントスFCへフリーで移籍。契約期間は2022年までの4年間。背番号はリヴァプール時代と同じ23番。2019-20シーズンにサッリ監督が就任すると構想外となり、チャンピオンズリーグのメンバーリストからの外れ、途中交代などで僅かリーグ戦8試合のみに出場した。

### ドルトムント
2020年1月31日、ボルシア・ドルトムントへの2019-20シーズン終了までの買取義務付きローン移籍が発表された。移籍後初出場となった2月8日レヴァークーゼン戦で先発しその試合でゴールを奪ったが、試合には敗れた。2020年2月17日、シーズン中ながらボルシア・ドルトムントは完全移籍に切り替わったことを発表した。移籍金は2500万ユーロで2024年6月までの4年契約。2020-21シーズンからトルガン・アザールが10番を着用するため、リヴァプールやユヴェントスで慣れ親しんだ23番を背負う。

## 代表経歴
U-17ドイツ代表として2011年6月から7月にかけてメキシコで開催された2011 FIFA U-17ワールドカップに参加すると、7試合に出場し準決勝のU-17メキシコ代表戦では1得点をあげる活躍を見せ、チームの3位入賞に貢献した。同年にはユース年代の優秀選手に与えられるフリッツ・ヴァルター・メダルU-17部門の金賞を受賞した。
U-19ドイツ代表を経て、2013年にU-21ドイツ代表に招集されUEFA U-21欧州選手権2013に参加すると、同年6月9日に行われたU-21スペイン代表戦に出場。2015年6月にチェコで開催されたUEFA U-21欧州選手権2015に参加すると、4試合に出場しグループリーグ初戦のU-21セルビア代表戦では1得点をあげる活躍を見せ、チームの1988年大会以来となるオリンピックの出場権獲得に貢献した。一方、準決勝のU-21ポルトガル代表戦では0-5とドイツサッカー史に残る大敗を喫したため、「タイトル獲得を願ったが自分のベストを示さなかった。それだけで恥ずかしい」と心境を語った。
2015年8月28日、ドイツ代表に初招集され、9月4日に行われたUEFA EURO 2016予選のポーランド代表戦で代表デビューを果たした。2016年5月31日、フランスで開催されたUEFA EURO 2016の最終メンバーに選出されると、準決勝のフランス代表戦では守備的MFのポジションで先発出場した。
2017年5月、ロシアで開催されるFIFAコンフェデレーションズカップ2017の代表メンバーに選出され、優勝。
2017年10月8日のワールドカップ予選アゼルバイジャン戦で代表初得点を挙げたが、負傷で長らく戦列を離れていたため、2018FIFAワールドカップロシア大会のメンバーには選出されなかった。2021年5月、UEFA EURO 2020に臨むメンバーに選出された。
2024年、UEFA EURO 2024では当初は大会メンバーには選出されていなかったため、バカンス中であったが、パヴロヴィッチが扁桃炎によって離脱したことにより急遽召集されると、グループリーグ初戦のスコットランド戦に途中出場して得点をあげた。

## 個人成績

### クラブ
2023-24シーズン終了時点
| クラブ                     | シーズン     | リーグ | リーグ | カップ | カップ | リーグカップ | リーグカップ | 欧州カップ戦 | 欧州カップ戦 | その他 | その他 | 通算 | 通算 |
| クラブ                     | シーズン     | 出場   | 得点   | 出場   | 得点   | 出場         | 得点         | 出場         | 得点         | 出場   | 得点   | 出場 | 得点 |
| -------------------------- | ------------ | ------ | ------ | ------ | ------ | ------------ | ------------ | ------------ | ------------ | ------ | ------ | ---- | ---- |
| FCバイエルン・ミュンヘンII | 2011-12      | 17     | 1      | -      | -      | -            | -            | -            | -            | -      | -      | 17   | 1    |
| FCバイエルン・ミュンヘンII | 2012-13      | 14     | 2      | -      | -      | -            | -            | -            | -            | -      | -      | 14   | 2    |
| FCバイエルン・ミュンヘンII | 通算         | 31     | 3      | 0      | 0      | 0            | 0            | 0            | 0            | 0      | 0      | 31   | 3    |
| バイエルン・ミュンヘン     | 2012–13      | 4      | 1      | 2      | 0      | -            | -            | 0            | 0            | 1      | 0      | 7    | 1    |
| バイエル・レバークーゼン   | 2013–14      | 29     | 3      | 3      | 1      | -            | -            | 7            | 0            | -      | -      | 39   | 4    |
| リヴァプール               | 2014–15      | 27     | 1      | 6      | 0      | 3            | 0            | 4            | 0            | -      | -      | 40   | 1    |
| リヴァプール               | 2015–16      | 30     | 1      | 0      | 0      | 5            | 0            | 14           | 1            | -      | -      | 49   | 2    |
| リヴァプール               | 2016-17      | 31     | 5      | 2      | 0      | 6            | 0            | -            | -            | -      | -      | 39   | 5    |
| リヴァプール               | 2017-18      | 26     | 3      | 2      | 0      | 0            | 0            | 10           | 3            |        |        | 38   | 6    |
| リヴァプール               | 通算         | 114    | 10     | 10     | 0      | 14           | 0            | 28           | 4            | 0      | 0      | 166  | 14   |
| ユベントス                 | 2018–19      | 29     | 4      | 1      | 0      | -            | -            | 6            | 0            | 1      | 0      | 37   | 4    |
| ユベントス                 | 2019–20      | 8      | 0      | 0      | 0      | -            | -            | 0            | 0            | 0      | 0      | 8    | 0    |
| ユベントス                 | 通算         | 37     | 4      | 1      | 0      | -            | -            | 6            | 0            | 1      | 0      | 45   | 4    |
| ドルトムント (loan)        | 2019-20      | 12     | 2      | 1      | 0      | -            | -            | 2            | 0            | -      | -      | 15   | 2    |
| ドルトムント               | 2020-21      | 28     | 1      | 5      | 1      | -            | -            | 6            | 0            | 1      | 0      | 40   | 2    |
| ドルトムント               | 2021-22      | 24     | 5      | 1      | 0      | -            | -            | 3            | 0            | 0      | 0      | 28   | 5    |
| ドルトムント               | 2022-23      | 27     | 2      | 4      | 1      | -            | -            | 7            | 0            | -      | -      | 38   | 3    |
| ドルトムント               | 2023-24      | 25     | 2      | 2      | 0      | -            | -            | 11           | 0            | -      | -      | 38   | 2    |
| ドルトムント               | 通算         | 116    | 12     | 13     | 2      | -            | -            | 29           | 0            | 1      | 0      | 159  | 14   |
| キャリア通算               | キャリア通算 | 322    | 33     | 29     | 3      | 14           | 0            | 69           | 4            | 3      | 0      | 447  | 40   |

### 代表
出場大会
- U-17ドイツ代表
  - 2011年 - 2011 FIFA U-17ワールドカップ（3位）
- U-21ドイツ代表
  - 2013年 - UEFA U-21欧州選手権2013（グループリーグ敗退）
  - 2015年 - UEFA U-21欧州選手権2015（ベスト4）
- ドイツ代表
  - 2016年 - UEFA EURO 2016（ベスト4）
  - 2017年 - FIFAコンフェデレーションズカップ（優勝）
  - 2020年 - UEFA EURO 2020（グループステージ敗退）

試合数
2024年6月14日現在
- 国際Aマッチ 44試合 2得点（2015年 - ）

| ドイツ代表 | 国際Aマッチ | 国際Aマッチ |
| 年         | 出場        | 得点        |
| ---------- | ----------- | ----------- |
| 2015       | 3           | 0           |
| 2016       | 4           | 0           |
| 2017       | 13          | 1           |
| 2018       | 1           | 0           |
| 2019       | 4           | 0           |
| 2020       | 5           | 0           |
| 2021       | 7           | 0           |
| 2023       | 6           | 0           |
| 2024       | 1           | 1           |
| 通算       | 44          | 2           |

得点
| # | 開催日        | 開催地                                                     | 対戦国           | スコア | 結果 | 大会                                    |
| - | ------------- | ---------------------------------------------------------- | ---------------- | ------ | ---- | --------------------------------------- |
| 1 | 2017年10月8日 | カイザースラウテルン、フリッツ・ヴァルター・シュタディオン | アゼルバイジャン | 5-1    | 5-1  | 2018 FIFAワールドカップ・ヨーロッパ予選 |
| 2 | 2024年6月14日 | ミュンヘン、アリアンツ・アレーナ                           | スコットランド   | 5-1    | 5-1  | UEFA EURO 2024                          |

## タイトル

### クラブ
バイエルン・ミュンヘン
- UEFAチャンピオンズリーグ：1回 (2012-13)
- ブンデスリーガ：1回 (2012-13)
- DFBポカール：1回 (2012-13)
- DFLスーパーカップ：1回 (2012)

ユヴェントス
- セリエA：1回 (2018-19)
- スーペルコッパ・イタリアーナ：1回 (2018)

ドルトムント
- DFBポカール：1回（2020-21）

### 代表
- FIFAコンフェデレーションズカップ：2017

### 個人
- リヴァプールFC年間最優秀若手選手賞 : 1回 (2016-17)
- UEFAヨーロッパリーグ ベストイレブン : 1回 (2015-16)